# Skævinge Sogn
Skævinge Sogn er et sogn i Hillerød Provsti (Helsingør Stift).
I 1800-tallet var Gørløse Sogn i Lynge-Frederiksborg Herred anneks til Skævinge Sogn i Strø Herred. Begge herreder hørte til Frederiksborg Amt. Skævinge-Gørløse sognekommune blev ved kommunalreformen i 1970 kernen i Skævinge Kommune, der ved strukturreformen i 2007 indgik i Hillerød Kommune.
I Skævinge Sogn ligger Skævinge Kirke.
I sognet findes følgende autoriserede stednavne:
- Lindebjerggård (bebyggelse)
- Skovbakken (bebyggelse)
- Skævinge (bebyggelse, ejerlav)